# Ferrovia Teresina-Fortaleza
A Ferrovia Teresina-Fortaleza liga as cidades de Altos (PI) e Fortaleza (CE), com ramais nos portos de Mucuripe e Pecém passando por Buriti dos Montes (PI), Castelo do Piauí (PI), Ibiapaba (CE), Crateús (CE), Ipu (CE), Sobral (CE), Itapipoca (CE), Croatá (CE), Caucaia (CE), dentre outros.

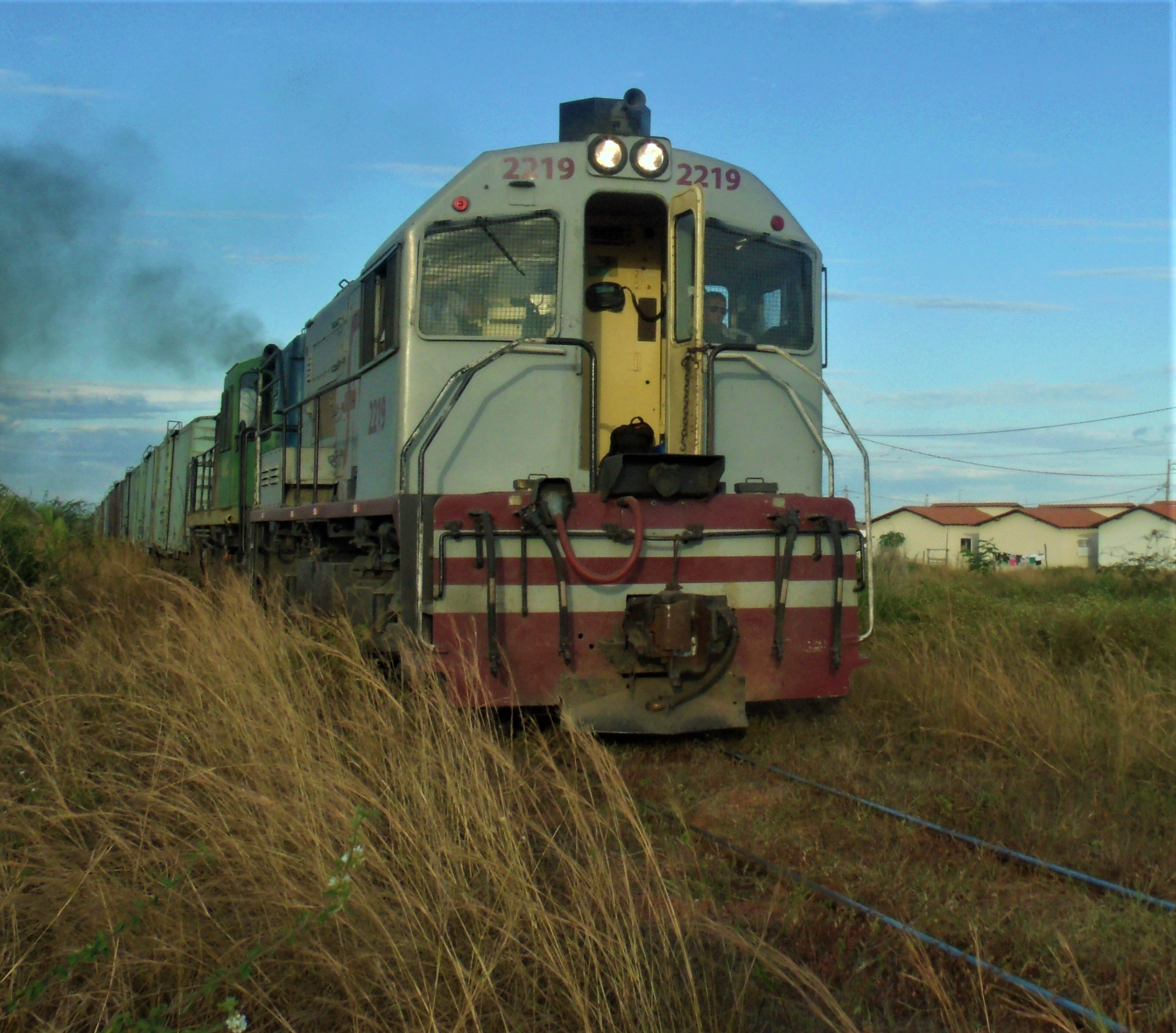
Trem cargueiro do concessionário que opera a ferrovia passando nas imediações da cidade de Altos, no Piauí.

Em Altos, a ferrovia se entronca com a Ferrovia Teresina-Parnaíba, atualmente desativada e que fazia ligação ao litoral piauiense, e segue viagem até Teresina, aonde se conecta com a Ferrovia São Luís-Teresina.
O direito de concessão da Malha Nordeste da antiga RFFSA foi concedido, em 1997, para a empresa Companhia Ferroviária do Nordeste, que mudou de nome para Transnordestina Logística, e atualmente é operada pela mesma.
Em 2013, ocorre a cisão da Transnordestina Logística S/A, sendo criada a Ferrovia Transnordestina Logística (FTL) responsável pela operação das linhas de bitola métrica no nordeste (Malha I); enquanto que a Transnordestina Logística S.A. (TLSA) ficou com a Malha II (bitola larga e mista em construção como Ferrovia Nova Transnordestina).
Atualmente, transporta gusa, produtos siderúrgicos, cimento, coque, clínquer, farinha de trigo e minério entre essas cidades. 
Em 2014, foram transportadas 142 mil toneladas de produtos siderúrgicos entre Pecém e Teresina.
Parte da carga de cimento é direcionada para São Luís, através da Ferrovia São Luís-Teresina, que também transporta gasolina e diesel do Porto do Itaqui para a capital piauiense.

## Trens de Passageiros
A ferrovia contava com trens de passageiros até 12 de dezembro de 1988, quando o serviço foi suprimido pela RFFSA. Até então havia seis viagens semanais: o trem saía da estação de Fortaleza na segunda-feira, retornava de Teresina na terça-feira, na quarta-feira partia de Fortaleza fazendo serviço parcial até Crateús, de lá retornando na quinta-feira. Finalmente, partia novamente de Fortaleza para Teresina na sexta-feira e retornava no sábado. Desde então só há viagens de cargas, excetuando os serviços locais do Metrô de Teresina e VLT de Sobral, que compartilham trechos da ferrovia.
| Nome                  | Nome ou Grafia Anterior         | Município                    | Uso Atual                                             | Mapa                               | Observações |
| --------------------- | ------------------------------- | ---------------------------- | ----------------------------------------------------- | ---------------------------------- | --- |
| Teresina              | Therezina / Theresina           | Teresina (PI)                | Espaço Cultural Trilhos e acesso ao metrô             | OpenStreetMap / Google Street View | Estação se localiza junto à estação Frei Serafim do Metrô de Teresina, que é rebaixada em relação ao nível da rua          |
| Altos                 |                                 | Altos (PI)                   | Uso desconhecido                                      | OpenStreetMap / Google Street View | após a estação, triângulo de saída para a Ferrovia Teresina-Parnaíba com trilhos removidos                                 |
| Caninana              |                                 | Coivaras (PI)                | Uso desconhecido                                      | Localização desconhecida           | |
| Altamira              |                                 | Coivaras (PI)                | Uso desconhecido                                      | OpenStreetMap / Google Maps        | |
| Sombra                |                                 | Novo Santo Antônio (PI)      | Uso desconhecido                                      | OpenStreetMap / Google Maps        | |
| Morro Alegre          |                                 | Castelo do Piauí (PI)        | Moradia                                               | OpenStreetMap / Google Street View | |
| Santo Antonio         |                                 | Castelo do Piauí (PI)        | Uso desconhecido                                      | OpenStreetMap / Google Maps        | |
| Castelo               |                                 | Castelo do Piauí (PI)        | Uso desconhecido                                      | OpenStreetMap / Google Street View | |
| Jacaré                |                                 | Castelo do Piauí (PI)        | Uso desconhecido                                      | Localização desconhecida           | |
| Serrinha              |                                 | Buriti dos Montes (PI)       | Uso desconhecido                                      | Localização desconhecida           | |
| Água Branca           |                                 | Buriti dos Montes (PI)       | Uso desconhecido                                      | OpenStreetMap / Google Maps        | |
| Cariré                |                                 | Buriti dos Montes (PI)       | Uso desconhecido                                      | Localização desconhecida           | |
| Cana Brava            |                                 | Buriti dos Montes (PI)       | Uso desconhecido                                      | OpenStreetMap / Google Maps        | |
| Tamanduá              |                                 | Buriti dos Montes (PI)       | Em ruínas                                             | OpenStreetMap / Google Maps        | |
| Oiticica              |                                 | Crateús (CE)                 | Demolida                                              | OpenStreetMap / Google Maps        | |
| Ibiapaba              |                                 | Crateús (CE)                 | Uso desconhecido                                      | OpenStreetMap / Google Street View | |
| Poti                  |                                 | Crateús (CE)                 | Cartório de notas                                     | OpenStreetMap / Google Maps        | |
| Crateús               | Cratheus                        | Crateús (CE)                 | Uso pela Ferrovia Transnordestina Logística           | OpenStreetMap / Google Street View | Após a estação, começa o ramal Independência, com duas estações a seguir. A linha principal continua para Santa Terezinha. |
| Adão                  |                                 | Crateús (CE)                 | Uso desconhecido                                      | Localização desconhecida           | |
| Independência         |                                 | Independência (CE)           | Sede de ONG                                           | OpenStreetMap / Google Maps        | |
| Santa Terezinha       |                                 | Crateús (CE)                 | Demolida                                              | Localização desconhecida           | |
| Sucesso               | Pinheiro                        | Tamboril (CE)                | Uso desconhecido                                      | OpenStreetMap / Google Maps        | |
| Nova Russas           |                                 | Nova Russas (CE)             | Uso desconhecido                                      | OpenStreetMap / Google Maps        | |
| Engenheiro João Thomé |                                 | Ipueiras (CE)                | Uso desconhecido                                      | OpenStreetMap / Google Street View | |
| Ipueiras              |                                 | Ipueiras (CE)                | Uso desconhecido                                      | OpenStreetMap / Google Street View | |
| Abílio Martins        |                                 | Ipu (CE)                     | Demolida                                              | Localização desconhecida           | |
| Ipu                   |                                 | Ipu (CE)                     | Biblioteca pública                                    | OpenStreetMap / Google Street View | |
| Pires Ferreira        |                                 | Pires Ferreira (CE)          | Uso desconhecido                                      | OpenStreetMap / Google Street View | |
| Reriutaba             | Santa Cruz, Santa Cruz do Norte | Reriutaba (CE)               | Uso desconhecido                                      | OpenStreetMap / Google Street View | |
| Amanaiara             | Sinimbu                         | Reriutaba (CE)               | Uso desconhecido                                      | OpenStreetMap / Google Street View | |
| Cariré                |                                 | Cariré (CE)                  | Restaurante                                           | OpenStreetMap / Google Street View | |
| Jaibaras              |                                 | Sobral (CE)                  | Uso desconhecido                                      | Localização desconhecida           | |
| Sobral                |                                 | Sobral (CE)                  | Uso pela Ferrovia Transnordestina Logística           | OpenStreetMap / Google Street View | Saída para o ramal de Camocim, com sete estações a seguir. A linha principal continua para Humberto Monte.                 |
| Massapê               |                                 | Massapê (CE)                 | Casa do Artesão                                       | OpenStreetMap / Google Street View | |
| Senador Sá            | Pitombeiras                     | Senador Sá (CE)              | Secretaria de Assistência Social                      | OpenStreetMap / Google Street View | |
| Uruoca                | Riachão                         | Uruoca (CE)                  | Uso desconhecido                                      | OpenStreetMap / Google Street View | |
| Martinópole           | Angica                          | Martinópole (CE)             | Biblioteca Pública                                    | OpenStreetMap / Google Street View | |
| Granja                |                                 | Granja (CE)                  | Uso desconhecido                                      | OpenStreetMap / Google Street View | |
| Doutor Privat         |                                 | Camocim (CE)                 | Em ruínas                                             | Localização desconhecida           | |
| Camocim               |                                 | Camocim (CE)                 | Uso desconhecido                                      | OpenStreetMap / Google Street View | |
| Humberto Monte        | Caioca                          | Sobral (CE)                  | Uso desconhecido                                      | OpenStreetMap / Google Street View | |
| Teógenes Rocha        | Cacimbas, Theogenes Rocha       | Sobral (CE)                  | Em ruínas                                             | OpenStreetMap / Google Street View | |
| Miraíma               |                                 | Miraíma (CE)                 | Prédio da prefeitura                                  | OpenStreetMap / Google Street View | Estação conta com um triângulo de reversão, sem uso.                                                                       |
| Anário Braga          | Craúna                          | Itapipoca (CE)               | Em ruínas                                             | OpenStreetMap / Google Street View | |
| Itapipoca             |                                 | Itapipoca (CE)               | Gabinete do prefeito                                  | OpenStreetMap / Google Street View | |
| Rajada                |                                 |                              | Uso desconhecido                                      | Localização desconhecida           | |
| Tururu                |                                 | Tururu (CE)                  | Em ruínas                                             | OpenStreetMap / Google Street View | Estação conta com um triângulo de reversão, sem uso.                                                                       |
| Umirim                | Riacho da Sela                  | Umirim (CE)                  | Uso desconhecido                                      | Localização desconhecida           | |
| Curu                  | Curú                            | São Luís do Curu (CE)        | Uso desconhecido                                      | Localização desconhecida           | |
| Croatá                |                                 | São Gonçalo do Amarante (CE) | Em ruínas                                             | OpenStreetMap / Google Street View | Estação conta com um triângulo de reversão, sem uso.                                                                       |
| Umarituba             |                                 | São Gonçalo do Amarante (CE) | Em ruínas                                             | OpenStreetMap / Google Street View | |
| Catuana               |                                 | Caucaia (CE)                 | Uso desconhecido                                      | Localização desconhecida           | |
| Cauípe                |                                 | Caucaia (CE)                 | Uso desconhecido                                      | Localização desconhecida           | |
| Guararu               | Arara                           | Caucaia (CE)                 | Em ruínas                                             | OpenStreetMap / Google Maps        | |
| Boqueirão             |                                 | Caucaia (CE)                 | Uso desconhecido                                      | Localização desconhecida           | |
| Caucaia               | Soure                           | Caucaia (CE)                 | Estação terminal da Linha Oeste do Metrô de Fortaleza | OpenStreetMap / Google Street View | |
| Antônio Bezerra       | Barro Vermelho                  | Fortaleza (CE)               | Demolida e reconstruída como estação do Metrofor      | OpenStreetMap / Google Street View | |
| Álvaro Weyne          | Floresta                        | Fortaleza (CE)               | Demolida e reconstruída como estação do Metrofor      | OpenStreetMap / Google Street View | |